# Submarine (EP)
Pour les articles homonymes, voir Submarine.
Submarine est le premier EP solo du musicien anglais Alex Turner, chanteur principal des Arctic Monkeys, sorti le 14 mars 2011 sous le label Domino Records. Il est composé par Turner en 2009, sur une guitare acoustique, chez lui à New York, et produit à Londres en 2010 par James Ford, un collaborateur fréquent, aux côtés du musicien invité Bill Ryder-Jones et de l'arrangeur à cordes Owen Pallett. L'EP se compose de six chansons originales qui servent de bande originale au premier long métrage de Richard Ayoade, Submarine (2010), basé sur le roman de Joe Dunthorne (en) du même titre. La pochette du disque est une version redimensionnée de l'affiche du film qui représente l'acteur principal Craig Roberts.
Submarine s'écarte du style des Arctic Monkeys et s'inscrit davantage dans la lignée du son orienté baroque de son album The Age of the Understatement (2008) du deuxième groupe de Turner, The Last Shadow Puppets. Il présente un son Indie folk, puisant des influences dans la pop baroque et la pop psychédélique. Instrumentalement, il intègre une guitare acoustique, une batterie, un orgue et un piano, avec une seule piste contenant des cordes. Son contenu lyrique correspond au ton mélancolique du film, explorant la romance, la solitude et la dépression.
Malgré son écart stylistique par rapport à l'œuvre précédente de Turner, Submarine reçoit des critiques généralement positives à sa sortie. Il se classe 35e du UK Albums Chart tout en figurant également dans les classements en France et en Irlande. Le disque apparaît sur la liste 2014 des « 100 bandes originales à aimer » du Times. Rétrospectivement, Submarine est considéré comme un tremplin dans l'expérimentation musicale continue de Turner, conduisant l'un de ses morceaux, Piledriver Waltz, à être réenregistré par le groupe de Turner Arctic Monkeys et inclus dans leur quatrième album Suck It and See. La bande originale est décrite comme étant la caractéristique la plus remarquée du film qu'il accompagne, contribuant à la popularité durable de ce dernier.

## Contexte et enregistrement
Le précédent disque de Turner, Humbug, produit dans le cadre d'Arctic Monkeys, sort en août 2009 avec une réception majoritairement positive de la part des critiques, qui notent que le ton de l'album est plus sombre que celui du travail précédent du groupe. Après la sortie de Humbug, le réalisateur et ami de Tuner Richard Ayoade réalise Submarine, une adaptation cinématographique du roman de Joe Dunthorne (en) du même titre. Ayoade pense à Turner pour la bande originale du film, en se souciant de lui « imposer une charge de travail ». Turner déclare que faire de la musique pour un film était quelque chose qu'il estimait n'être pas « qualifié pour faire » mais qu'il fit « une exception » en raison de son amitié avec Ayoade,. Au départ, le réalisateur l'approche avec l'idée d'enregistrer des reprises, de la même manière que cela avait été fait dans le film Le Lauréat (1967), mais finit par utiliser six chansons originales écrites par Turner. Certaines des versions enregistrées comprenaient Fear is a Man's Best Friend (en) (album Fear) et Big White Cloud (en) (album Vintage Violence) de John Cale, I'm Not Sayin' (en) de Nico et How Deep Is the Ocean? d'Irving Berlin,.
Après avoir fini la tournée d'Humbug, Turner écrit les chansons chez lui, à l'époque à Brooklyn, New York. Certaines des chansons avaient déjà été écrites – dont It's Hard to Get Around the Wind et Hiding Tonight – qu'il pensait ne pas pouvoir sortir avec Arctic Monkeys ou son projet parallèle The Last Shadow Puppets, car le choix d'une guitare acoustique, qu'il trouve « rafraîchissante », ne correspond pas aux styles actuels des deux groupes,. Turner présente ces chansons à Ayoade et écrit ensuite le reste. Bien qu'il ait lu le livre de Dunthorne à la demande d'Ayoade et regardé les rushes depuis le plateau de tournage, il déclare que les chansons n'ont pas particulièrement été écrites sur la base des scènes du film.
En avril 2010, Turner enregistre l'Extended play dans les studios One Inch à Londres avec son collaborateur fréquent James Ford en tant que producteur. Turner et Ford jouent de la plupart des instruments tandis que Bill Ryder-Jones joue de la guitare sur deux morceaux,. Les cordes de Piledriver Waltz sont enregistrées aux Air Studios de Londres et arrangées par Owen Pallett, qui avait déjà travaillé avec Turner sur The Age of the Understatement, premier album de The Last Shadow Puppets. À l'époque, le montage du film étant plus avancé, « Richard est venu et nous avons joué avec certaines structures des chansons pour les adapter un peu mieux, en termes de longueur », selon Turner.

## Composition

### Style musical et influences

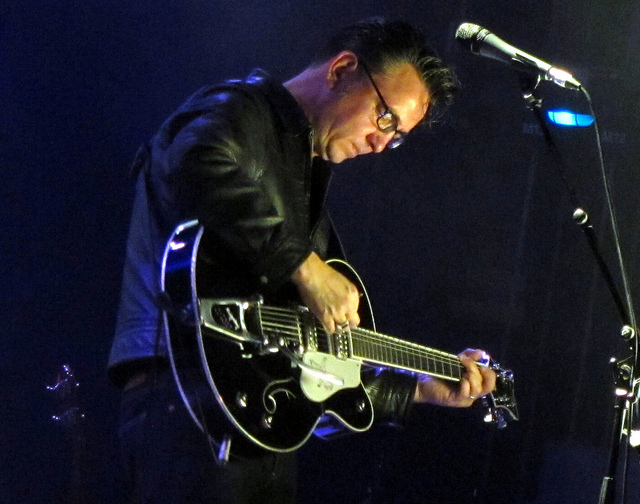
Plusieurs critiques musicaux citent Richard Hawley comme ayant influencé le style de l'EP.

Dans son premier opus en tant qu'artiste solo, Turner change son style rock habituel pour un son plus simple et acoustique, qualifié d'indie folk incorporant davantage les influences de la pop baroque et de pop psychédélique. La sonorité est décrite comme étant « dans une veine dépouillée, principalement acoustique ». Instrumentalement, Turner intègre une guitare acoustique, une batterie et un piano, avec des cordes dans l'une des pistes. En termes de paroles, Turner a cherché à éviter de « trop en faire sur le personnage, ou [...] d'être comme une narration » et a voulu qu'elles complètent ce qui se passait à l'écran, « sans que ce soit trop direct, c'était comme l'équilibre que nous essayons d'atteindre, notamment dans les paroles et les mélodies ».
L'EP est comparé aux œuvres de Richard Hawley,,, Bob Dylan,, Simon and Garfunkel, John Lennon, Roy Orbison, Scott Walker et la bande originale de Cat Stevens pour Harold et Maude.

### Chansons
Le morceau d'ouverture de l'EP est un extrait de Stuck in a Puzzle, le cinquième morceau.
L'intro est suivie de Hiding Tonight, avec une « tonalité à la Richard Hawley » une instrumentation « totalement discrète », une « guitare silencieuse » et des « notes électriques sèches » qui « résonnent à la périphérie sur un bourdonnement d'orgue invitant et flou ». La mélodie est « peu dramatique et sans hâte » et la prestation vocale conserve le « style typiquement verbeux » de Turner. Les paroles font référence au jeu traditionnel Coconut Shy. Dans l'ensemble, la chanson est décrite comme « une méditation doucement sinueuse sur un désir non partagé » ainsi que « calme, sereine » et comparée au titre Coles Corner de Hawley.
Dans Glass in the Park, Drowned in Sound note l'influence de Roy Orbison, Scott Walker et Hawley. Instrumentalement, le morceau comporte une mélodie « digne de s'évanouir » et des « glissades de manche séduisantes » avec « peut-être une harmonie ou deux ». Les paroles racontent « un après-midi de farniente entre deux jeunes amants, se chuchotant de grandes promesses impossibles ».
Hiding Tonight et Glass in the Park sont écrites avant qu'Ayoade n'approche Turner pour faire la bande originale, ce dernier pensant qu'elles ne cadreraient pas avec le son de ses groupes à l'époque. Il les joue alors au réalisateur qui pense qu'elles seraient un bon choix pour le film.
It's Hard to Get Around the Wind est un morceau d'indie folk décrit comme un « puzzle Dylanesque » et comparé à Simon and Garfunkel. La voix de Turner a un « charme humble », les paroles étant « de reproche et de silex ». Instrumentalement, Turner utilise le finger-picking sur sa guitare acoustique,.
Stuck in the Puzzle présente des « floraisons psych-pop » et est décrit comme le « morceau le plus simple musicalement, avec un son plus complet ». Instrumentalement, il « élargit la palette sonore avec une batterie, un piano et un chatoiement de cordes ». Au niveau des paroles, il est comparé aux « premières chansons de Lennon », changeant « l'angoisse post-Beatles » pour « un casse-tête de fin de soirée sur l'état des choses ».
Le morceau final, Piledriver Waltz, est une chanson pop baroque avec un arrangement orchestral d'Owen Pallett. Le morceau est considéré comme « le plus complexe musicalement » du disque, avec « deux signatures rythmiques, rien de moins ». Décrit comme « incroyablement romantique » avec « un penchant banal qui évite la sentimentalité » et la « chanson la plus belle et la plus directe », malgré « l'étrangeté d'un changement de signature pour le magnifique refrain » ainsi comme « le plus réprobateur ». Comme les deux premiers morceaux, Piledriver Waltz n'a pas été écrit spécifiquement pour le film.

## Réception

### Critique
Submarine reçoit des critiques généralement favorables de la part des critiques et, malgré sa déviation stylistique, est apprécié par les auditeurs. Chez Metacritic, qui attribue une note normalisée sur 100 aux critiques des publications grand public, l'album reçoit une note de 74 sur la base de 9 critiques.
Paul Thompson de Pitchfork estime que « l'esprit vif et le sens du détail de Turner » créent un « portrait tendre » de l'incertitude des adolescents. Ben Walsh de The Independent juge la bande originale « exquise ». Pour Drowned in Sound, Neil Ashman pense que, de la même manière que son disque avec The Last Shadow Puppets, la « fin des années 60 et le début des années 70 » lui ont fourni une source d'inspiration, néanmoins, « l'ambiance de douce nostalgie » était très différente de « l'emphase tactique » des Puppets. Il salue la qualité des chansons comme étant « sur une trajectoire ascendante du début à la fin ». Fraser McAlpine de BBC Music (en) décrit le disque comme « cinq chansons évanouies, magnifiquement chantées, [...] et beaucoup de paroles noueuses à essayer de démêler », il fait également l'éloge de la voix et des paroles de Turner, ajoutant : « quiconque peut vendre une phrase comme « Si vous essayez de marcher sur l'eau, assurez-vous de porter des chaussures confortables » est quelqu'un qui n'a pas besoin de se gonfler ». En parlant de la différence entre ce disque et le travail précédent de Turner, Alex Young de Consequence of Sound, déclare « peut-être de manière surprenante, sa ballade est sans égal » et qu'il « serait facile de tourner le nez dessus », mais c'est aussi bon que n'importe quel travail qu'il a fait, aussi différent soit-il.
Dans une autre critique de The Independent, Andy Gill note que l'EP trouve Turner « dans une humeur réfléchie et mélancolique appropriée », mais que « l'ambiance séduisante de l'importance personnelle abstraite de l'adolescent » est une constante tout au long. Stephen Thomas Erlewine d'AllMusic pense que Turner est à cheval sur « une ligne fine entre fournir une musique d'ambiance feutrée pour un film et plonger dans un endroit plus profond », et que la nature désinvolte des chansons les empêche « de vraiment résonner ».

### Distinctions et commentaires rétrospectifs
En 2011, Submarine se classe 32e sur la liste des meilleurs albums de l'année de NME avec Piledriver Waltz au 33e rang sur la liste des meilleurs morceaux. En 2014, il figure sur la liste des « 100 bandes originales à aimer » du Times. Rétrospectivement, Submarine est considéré comme un tremplin dans l'expérimentation musicale continue de Turner, inspirant le son général du quatrième album du groupe Arctic Monkeys de Turner, Suck It and See, conduisant à l'inclusion sur l'album d'un réenregistrement de Piledriver Waltz, et ouvrant la voie à Tranquility Base Hotel and Casino (2018), et The Car (2022). La bande originale est décrite comme « la caractéristique la plus discutée » du film qu'il accompagne, contribuant à la popularité durable de ce dernier.

## Liste des pistes
Toutes les paroles sont écrites par Alex Turner, toute la musique est composée par Turner et James Ford.
| 1.    | Stuck on the Puzzle (Intro)      | 0:53 |
| 2.    | Hiding Tonight                   | 3:06 |
| 3.    | Glass in the Park                | 3:59 |
| 4.    | It's Hard to Get Around the Wind | 4:07 |
| 5.    | Stuck on the Puzzle              | 3:31 |
| 6.    | Piledriver Waltz                 | 3:24 |
| 19:03 |                                  |      |

## Classement
| Classement (2011)                         | Position |
| ----------------------------------------- | -------- |
| Albums français (SNEP)                    | 97       |
| Albums irlandais (IRMA)                   | 56       |
| UK Albums Chart (Official Charts Company) | 35       |

## Personnel
- Alex Turner – performance
- James Ford – production, mixage
- Bill Ryder-Jones – guitare (pistes 2 et 4)
- The Composers Ensemble – cordes (piste 6)
  - Owen Pallett – arrangement
  - Andrew Hewitt – direction d'orchestre
  - Jake Jackson – enregistrement